# خط المسند

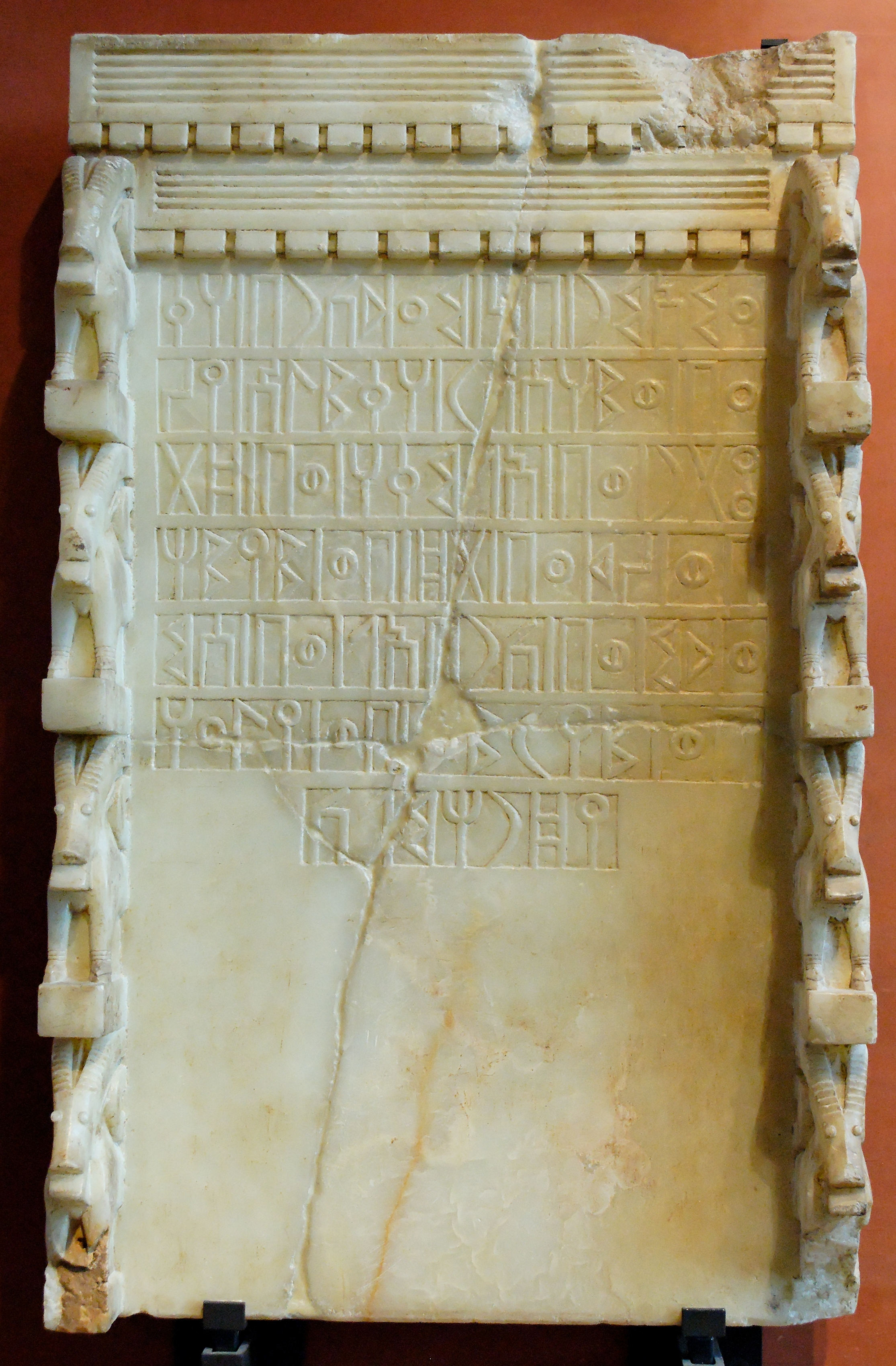
خط المسند كما هو واضح من أحد النقوش السبئية.

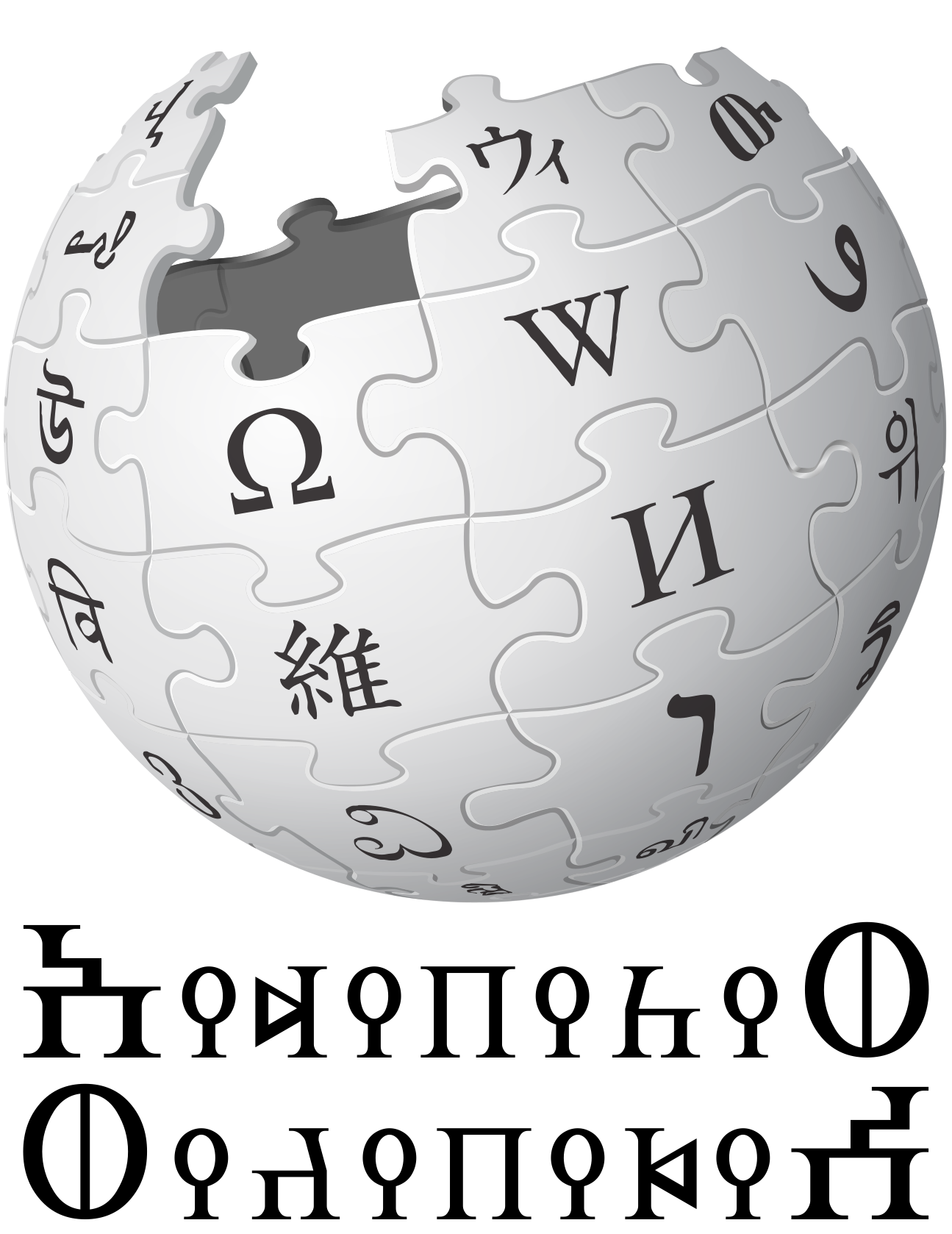
شعار ويكيبيديا كتب عليه «ويكيبيديا» بخط المسند من اليمين لليسار في السطر الأول ومن اليسار لليمين في السطر الثاني.

خط المُسنَد (): هو نظام كتابة أبجدي قديم للغات سامية منقرضة، وقد تفرع هذا الخط عن الأبجدية الكنعانية/السينائية الأولية. المسند منتشر طوال الألفية الأولى قبل الميلاد في مناطق شاسعة من حوران إلى رملة السبعتين، ومن غرب العراق إلى دلتا مصر. ينقسم المسند إلى فرعين رئيسة، أولاً: "المسند العربي الجنوبي"، وقد تطور هذا الخط في جنوب الجزيرة العربية (التي تغطي معظم الجمهورية اليمنية اليوم، وأجزاء من عُمان وجنوب السعودية)، حيث كُتبت به اللغات "العربية الجنوبية القديمة" (بلهجاتها: السبئية والقتبانية والحضرمية والمعينية والأحسائية)؛ ولاحقاً اشتقت منه حروف الجِعز المستعملة في إثيوبيا و إريتريا حتى اليوم. وأقدم شواهد معروفة لخط المسند هي تلك التي عثر عليها في كسرات فخارية مكتشفة في منطقة ريبون في حضرموت، وقدر تاريخها بأواخر الألفية الثانية قبل الميلاد.
القسم الآخر وهو"المسند العربي الشمالي"، نشأ من هذا الخط أربعة فروع كُتبت بها نقوش اللغة العربية الشمالية، وهي اللحيانية - الديدانيّة في شمال شبه الجزيرة العربية، والثموديّة والصفائية في الشام وشمال شبه الجزيرة العربية، والأحسائية في شرق شبه الجزيرة العربية، وكتابات الفاو في وادي الدواسر إلى الشمال الشرقي من نجران، وتشمل هذه المجموعات الخمس - وهي محل خلافٍ بين الباحثين في تصنيف لغتها وخطوطها وتاريخها - زمنياً أقدمها الخط المسمى اصطلاحاً "الثمودي - ب" والذي نشأ في بداية الألفية الأولى قبل الميلاد، وتستمر تلك الخطوط إلى القرن الرابع الميلادي تقريباً.

خط الزبور 
كما كان من المسند نوع يكتب بخط ليّن (يمكن تشبيهه بالحروف الصغيرة في الإنجليزية) سمي خط الزبور وكان استعماله بالتوازي مع خط المسند، عثر على أرشيف من مئات النقوش مكتوبة بهذا الخط في نشّان بالإضافة إلى نماذج في مليحة في الإمارات. وبعد قدوم الإسلام طغت اللغة العربية والخط العربي على كافة أرجاء شبه الجزيرة العربية.

## خصائص الخط المسند
- يُكتب من اليمين إلى اليسار، إلا في نقوش السبئية المبكرة (القرن الثامن ق م - يضمحل مع نهاية القرن الثاني ق م)،[معلومة 1] يُكتب فيها بأسلوب المحراث، أي: يبدأ من اليمين في السطر الأول ثم من اليسار في الذي يليه، وهكذا (كما يحرث الثور الأرض)، مما يؤدي إلى قلب رسم اتجاه بعض الحروف ليوافق اتجاه الكتابة.
- يتم إسقاط حروف المد (ء، و، ي)؛ أي أن اسم همدان يُكتب (هـ م د ن)، واسم محمود يُكتب (م ح م د).
- يكتب بأحرف منفصلة وغير متصلة، على خلاف الخط العربي.
- يفصل بين الكلمات بخط عمودي.
- لا يحتوي على حركات أو تنقيط.

### مضامين نقوش المسند
تدور مضامين النقوش المسندية القديمة حول مجالين رئيسيين هما الحياة العامة والحياة الخاصة. ويكتنف ذلك إطار عام هو الإطار الديني وعالم الآلهة. فالمنجزات العامة والخاصة والتشريعات والممارسات الشخصية والسياسية التي ورد ذكرها في النقوش ينبغي أن تتم برعاية الآلهة وبركاتها.

### الاختلاف عن اللغة العربية
يختلف خط المسند عن الخط العربي، الذي يرى معظم اللغويين أنه تطور من الخط النبطي في القرن الرابع الميلادي، المتطور بدوره من الخط الآرامي كما تختلف لغات خط المسند الجنوبي بدرجة كبيرة عن اللغة العربية الشمالية من حيث الخط والمعجم والقواعد والأساليب وربما الأصوات، وتزيد حروف الخط المسند عن العربية بحرف صفير واحد (يسميه البعض سامخ) أو السين الثالثة.

## في الموروث الإسلامي

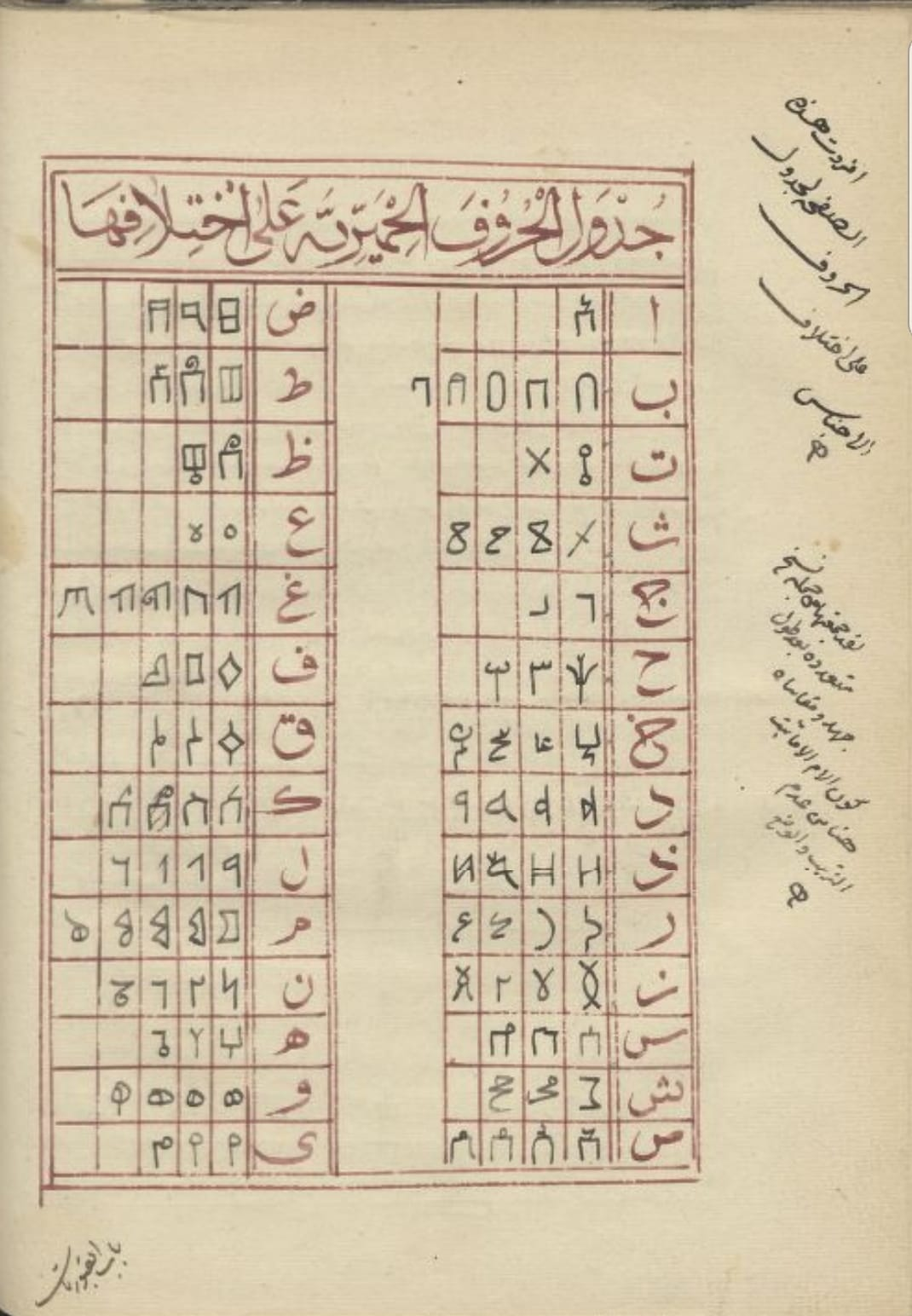
صفحة من الجزء الثامي من مخطوط كتاب الإكليل، وفيها رموز خط المسند ومقابلها العربي

تشير كتب التراث العربي إلى خط المسند الجنوبي وتسمي لغة خط المسند بالحميرية، نسبة إلى مملكة حِمير آخر ممالك جنوب شبه الجزيرة العربية والأقرب زمناً بالإسلام بقرنين، وكان الفَرق بين اللغة العرب الفصحى وسط شبه الجزيرة العربية و اللغة الحميرية المسندية في جنوبها واضحاً لبعض اللغويين العرب مثل أبي عامر ابن العلاء الذي تُنسب إله مقولة "ما لسان حِمير وأقاصي اليمن اليوم بلساننا ولا عربيتهم بعربيتنا". كما تحفل المعاجم التراثية بالكثير من الألفاظ التي توصف بأنها "حميرية" أو من لغة أهل اليمن، وبالفعل فقد ظهر معظمها في النقوش الأثرية. إلا أن معرفة المسلمين باللغة السبئية/الحميرية لا تجاوز رصد تلك الألفاظ وأحياناً معرفة المقابل العربي لرموز الحروف كما يظهر في بعض المخطوطات التي احتوت قوائم رموز المسند ومقابلها العربي، دون إمكانية قراءة اللغة أو فهم دقيق لقواعدها، باستثناء الهَمْداني الذي أظهر معرفة أفضل قليلاً بالحميرية، ونقل أحد نقوش في كتابه "الإكليل" وترجمه بصورة مقبولة. وذكر الهَمْداني في كتاب الإكليل أحد أمثال حِمير بلغة حميرية سليمة تعكس معرفة أصيلة إلى حد ما باللغة:

## المسند العربي الجنوبي

### استعماله في الحبشة
وصل تأثير السبئيين إلى الحبشة عبر العلاقات التجارية وانتقل خط المسند معهم إلى الحبشة في حوالي القرن الثامن قبل الميلاد، واتخذ المسند لكتابة اللغة الجعزيّة هناك، ثم طوّره الأحباش، فحذفوا منه أحرف الثاء والذال والظاء والغين، لأنّ هذه الأصوات لا وجود لها في لغتهم، وأضافوا إليه علامات للحركات بطريقة الإلصاق، فصار لكل حرف سبع صيغٍ، وعكسوا اتجاه الكتابة، فأصبح من اليسار إلى اليمين. ثم أخذته الأمهريّة التي أصبحت لغة الدولة في الحبشة في القرن 13 الميلادي، فزادت عليه حروفاً للأصوات غير المعروفة في الساميّة وعدّلت فيه بعض التعديل. وتعد إثيوبيا الدولة الوحيدة اليوم التي تستخدم أبجدية متطورة مباشرة عن هذا القلم.

### استعمال المسند بعد الإسلام
عثر الآثاريون على نقش بالخط العربي في نجران من الفترة الإسلامية، كتب صاحبه اسمه بالخطين الاثنين معاً، العربي (طوق بن الهيثم) وبجانبه المسند (𐩷𐩥𐩤 𐩨𐩬 𐩱𐩡𐩠𐩺𐩻𐩣)، وعثر على نقشين صخريين قصيرين في صعدة بخط المسند ولكن لغتهما عربية 𐩫𐩩𐩨 𐩣𐩢𐩣𐩵 𐩱𐩨𐩬 𐩲𐩨𐩵 𐩱𐩡𐩡𐩠 𐩱𐩨𐩬 𐩲𐩡𐩺 𐩱𐩨𐩬 𐩱𐩡𐩢𐩧𐩺𐩬 (حرفياً: كتب محمد أبن عبد ألله أبن علي أبن ألحرين). ما يشير إلى بقاء معرفة يسيرة بأشكال حروف المسند في العصر الإسلامي، بصرف النظر عن انقراض اللغة المحكية. كما احتوت بعض المخطوطات الإسلامية قوائم بأشكال حروف الخطوط القديمة ومنها الخط الحميري، وتظهر فيها معظم الحروف بشكل صحيح.

## الحروف

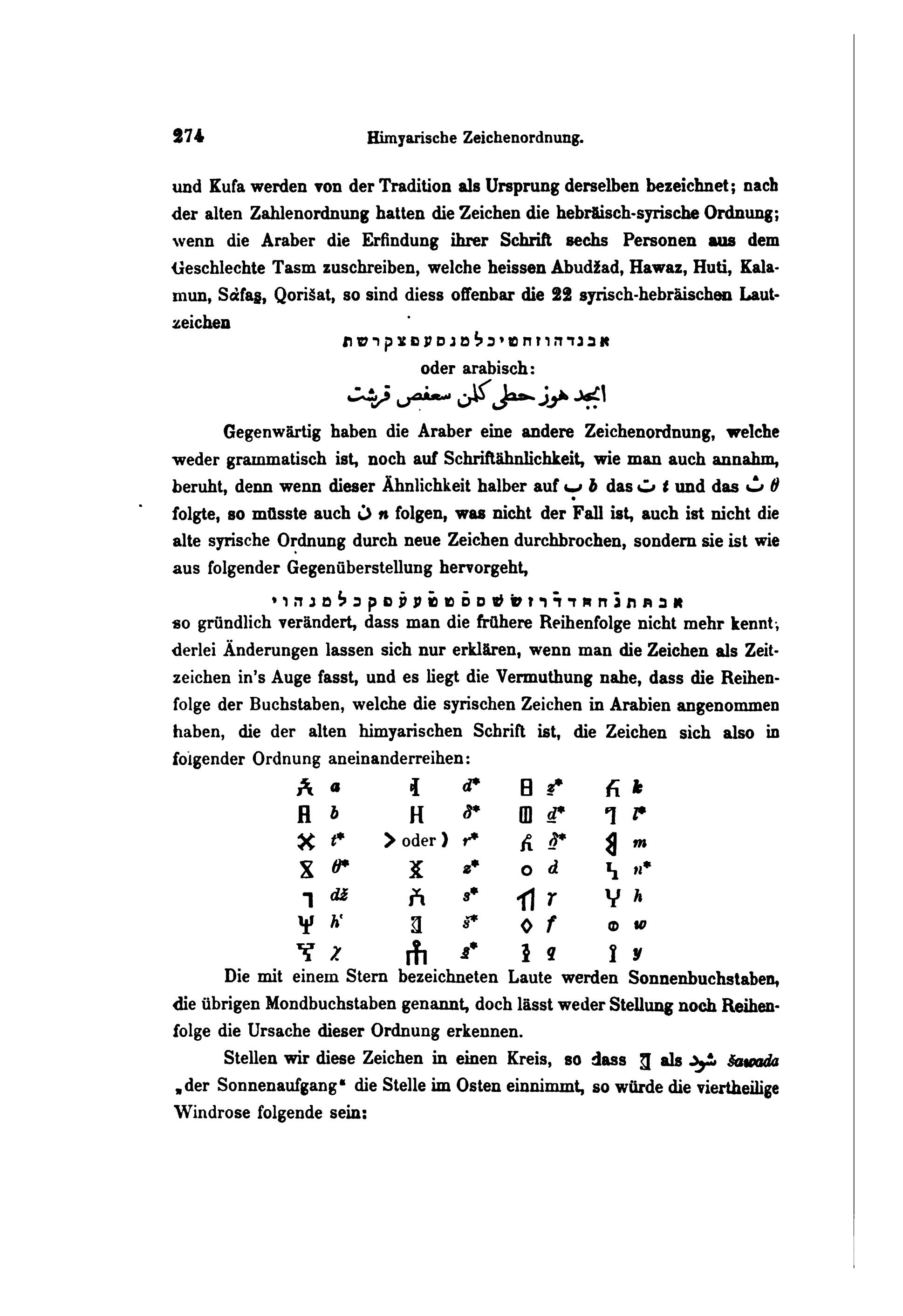
مثال على الحروف المسندية في صفحة 274 من كتاب "Illustrirte Geschichte der Schrift" للكاتب كارل فولمان، 1880

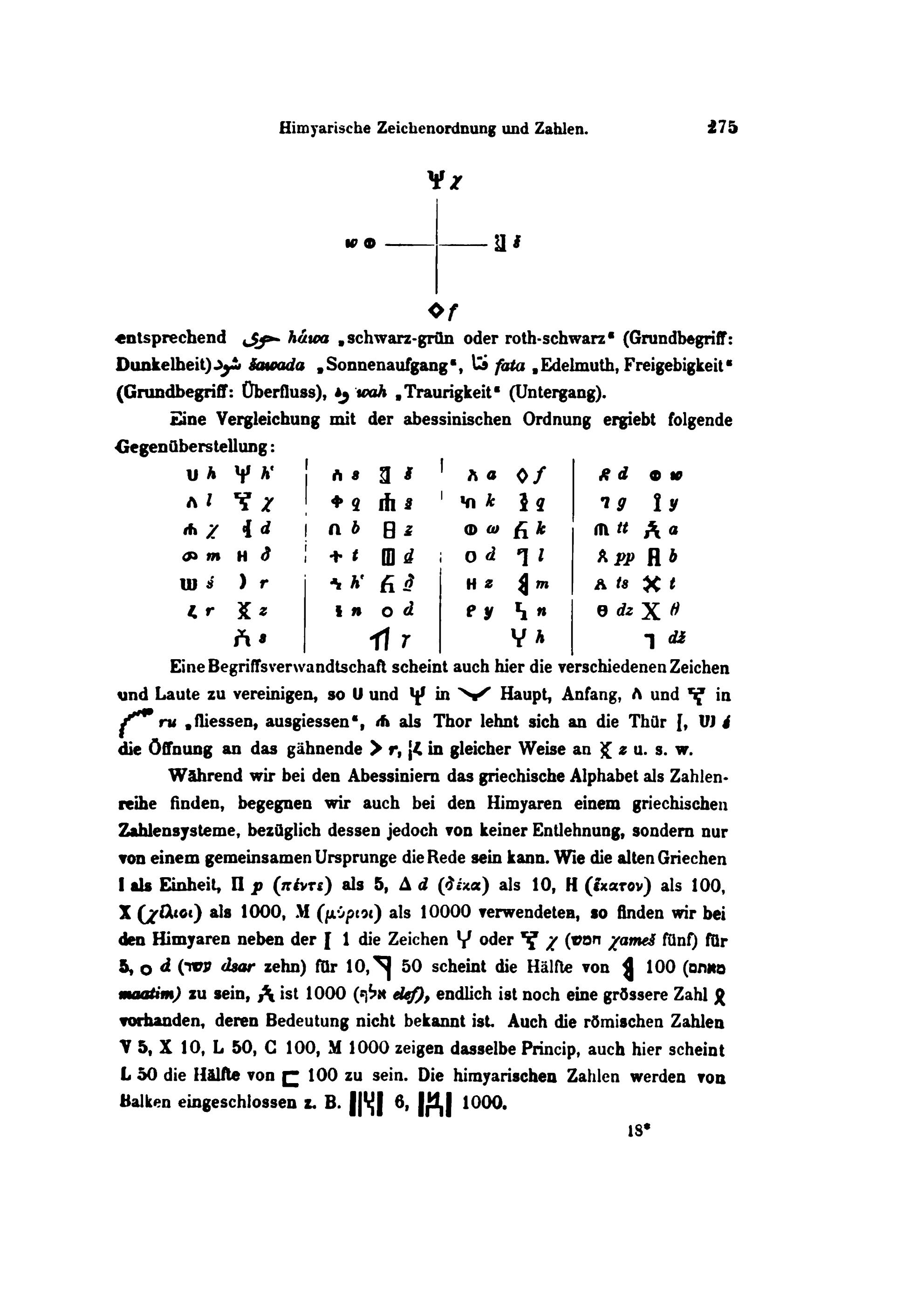
مثال على الحروف المسندية في صفحة 275 من كتاب "Illustrirte Geschichte der Schrift" للكاتب كارل فولمان، 1880

| مسند عربي | ألف | باء | تاء | ثاء | جيم | حاء | خاء | دال | ذال | راء | زاي | سين | سامخ | شين |     |
| مسند عربي | صاد | ضاد | طاء | ظاء | عين | غين | فاء | قاف | كاف | لام | ميم | نون | هاء  | وأو | ياء |

| الحرف  | الحرف | الاسم باليونيكود | النسخ     | IPA  | الشكل | الحرف المقابل في | الحرف المقابل في | الحرف المقابل في | الحرف المقابل في | الحرف المقابل في |
| الصورة | الخط  | الاسم باليونيكود | النسخ     | IPA  | الشكل | الفينيقية        | اللاتينية        | الجعزية          | العبرية          | العربية          |
| ------ | ----- | ---------------- | --------- | ---- | ----- | ---------------- | ---------------- | ---------------- | ---------------- | ---------------- |
|        | 𐩠     | he               | h         | /‎h‏/  | Y     | 𐤇                | H                | ሀ                | ה                | ه                |
|        | 𐩡     | lamedh           | l         | /‎l‏/  | عمودي | 𐤋                | L                | ለ                | ל                | ل                |
|        | 𐩢     | heth             | ḥ         | /‎ħ‏/  | Y     | 𐤇                |                  | ሐ                | ח                | ح                |
|        | 𐩣     | mem              | m         | /‎m‏/  | مائل  | 𐤌                | M                | መ                | מ                | م                |
|        | 𐩤     | qoph             | q         | /‎q‏/  | دائري | 𐤒                | q                | ቀ                | ק                | ق                |
|        | 𐩥     | waw              | w         | /‎w‏/  | دائري | 𐤅                | O                | ወ                | ו                | و                |
|        | 𐩦     | shin             | s² (ś, š) | /‎ɬ‏/  | مائل  | 𐤔                | W                | ሠ                | ש                | ش                |
|        | 𐩧     | resh             | r         | /‎r‏/  | دائري | 𐤓                | r                | ረ                | ר                | ر                |
|        | 𐩨     | beth             | b         | /‎b‏/  | Π     | 𐤁                | b                | በ                | ב                | ب                |
|        | 𐩩     | taw              | t         | /‎t‏/  | مائل  | 𐤕                | X                | ተ                | ת                | ت                |
|        | 𐩪     | sat              | s¹ (š, s) | /‎s‏/  | Π     | 𐤎                | C                | ሰ                |                  | س                |
|        | 𐩫     | kaph             | k         | /‎k‏/  | Π     | 𐤊                | k                | ከ                | כ                | ك                |
|        | 𐩬     | nun              | n         | /‎n‏/  | عمودي | 𐤍                | n                | ነ                | נ                | ن                |
|        | 𐩭     | kheth            | ḫ         | /‎x‏/  | Y     |                  |                  | ኀ                | خ                | خ                |
|        | 𐩮     | sadhe            | ṣ         | /‎sˤ‏/ | دائري |                  |                  | ጸ                | צ                | ص                |
|        | 𐩯     | samekh           | s³ (s, ś) | /‎s̪‏/  | مائل  | 𐤑                |                  | S                | ס                |                  |
|        | 𐩰     | fe               | f         | /‎f‏/  | مائل  |                  |                  | ፈ                |                  | ف                |
|        | 𐩱     | alef             | ʾ         | /‎ʔ‏/  | Π     | 𐤀                | A                | አ                | א                | ا                |
|        | 𐩲     | ayn              | ʿ         | /‎ʕ‏/  | دائري | 𐤏                |                  | ዐ                | ע                | ع                |
|        | 𐩳     | dhadhe           | ḍ         | /‎ɬˤ‏/ | مغلق  |                  | D                | ፀ                |                  | ض                |
|        | 𐩴     | gimel            | g         | /‎ɡ‏/  | عمودي | 𐤂                |                  | ገ                | ג                | ج                |
|        | 𐩵     | daleth           | d         | /‎d‏/  | مائل  | 𐤃                |                  | ደ                | ד                | د                |
|        | 𐩶     | ghayn            | ġ         | /‎ɣ‏/  | Π     |                  |                  |                  |                  | غ                |
|        | 𐩷     | teth             | ṭ         | /‎tˤ‏/ | مغلق  | 𐤈                |                  | ጠ                | ט                | ط                |
|        | 𐩸     | zayn             | z         | /‎z‏/  | مائل  | 𐤆                | Z                | ዘ                | ז                | ز                |
|        | 𐩹     | dhaleth          | ḏ         | /‎ð‏/  | مغلق  |                  |                  |                  | ذ                | ذ                |
|        | 𐩺     | yodh             | y         | /‎j‏/  | دائري | 𐤉                | P                | የ                | י                | ي                |
|        | 𐩻     | thaw             | ṯ         | /‎θ‏/  | دائري |                  |                  |                  |                  | ث                |
|        | 𐩼     | theth            | ẓ         | /‎θˤ‏/ | دائري |                  |                  |                  | ظ                | ظ                |

## الأرقام
كانت الأرقام تكتب بخط المسند خصوصًا بحيث تعرف الكتابة من واحد إلى ثلاثة كمركبات من الواحد ثم يأتي الرمز الخاص خمسة والشبيه بحرف الخاء في خط المسند أيضا لتكتب أربعة وستة وسبعة وثمانية بتركيبة منه ومن الواحد وهكذا.
| مسند عربي | واحد 1 | اثنان 2 | ثلاثة 3 | أربعة 4 | خمسة 5 | ستة 6 | عشرة 10 | خمسون 50 | مائة 100 | ألف 1000 |

## لوحة مفاتيح المسند

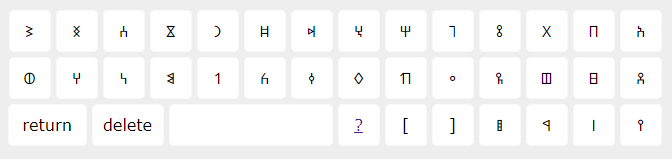
لوحة مفاتيح المسند

ظهر العديد من لوحات المفاتيح الافتراضية للغات المختلفة مع تقدم الثورة الرقمية، وعلى الرغم من ذلك بقيت الكثير من اللغات بحاجة إلى لوحات مفاتيح تخصها، ومنها اللغة السبئية التي يعبر عنها كتابةً بخط المسند، قدم سلطان المقطري فكرة تصميم لوحة للكتابة بخط المسند ليستخدمها الجميع، وقام بتصميمها بحسب بالترتيب الألفبائي ليسهل حفظ مواضع الحروف على المفاتيح وخاصة لأطفال المدارس والمستخدمين العاديين، كما تسهل هذه اللوحة على الباحثين والدارسين تضمين شروحاتهم بالكتابة مباشرة ضمن البحث أو المقالة العلمية.

## نقوش شمالية
يوجد عدة نقوش مكتوبة بخط المسند اكتشفت في دادان وبادية الشام وشمال السعودية وتختلف قليلاً في شكل بعض الحروف وتختلف أيضاً طريقة كتابة النقوش عن النقوش المسندية التقليدية في اليمن من أسفل إلى أعلى أو من اليسار إلى اليمين.
- النقوش الصفائية (30 ألف نقش مكتشف في بادية الشام)
- النقوش الثمودية (في منطقة ثمود جنوب اليمن وتهامة وعسير و حائل و العلا في السعودية)
- النقوش الدادانية (في مستوطنة ددان وتيماء وجبل عكمة في السعودية وعائد لمهاجرين من مملكة معين)
- النقوش الأحسائية (في الأحساء في السعودية وعائد لمهاجرين من مملكة معين)

## معاجم اللغات العربية الجنوبية القديمة
هناك عدة معاجم علمية منشورة للغات العربية الجنوبية بعدة لغات، وهي على النحو التالي:
1. المعجم بيستون السبئي: (عربي-إنجليزي-فرنسي) - تأليف بيستون والغول مولر وريكمانز، (منشورات جامعة صنعاء، 1982).
2. معجم بيلا السبئي: Biella 1982 Dictionary of Old South Arabic. Sabaean Dialect
3. المعجم القتباني: Ricks, S. D. (1989). Lexicon of inscriptional Qatabanian.
4. المعجم المذابي/المعيني: Arbach, M. 1993 Le maḏābien: Lexique - Onomastique et Grammaire d'une langue de l'Arabie méridionale préislamique.
5. المعجم المعيني (هديل الصلوي - رسالة دكتوراه غير منشورة، جامعة صنعاء).
6. معجم الزبور: ألفاظ نقوش الزبور المنشورة، تأليف أحمد فقعس، 2022.
7. المعجم السبئي الألماني على شبكة الإنترنت.[19]
8. موقع قاعدة بيانات النقوش (DASI).[20]

## بقايا في لهجات اليمن الحالية
انقرضت اللغة السبئية، أو الحميرية كما تسميها كتب التراث، ولا يوجد من يتحدثها في الوقت الحاضر ولكن كما يقول بيتر شتاين فإن "الّلغة الحميرية التي وصفها علماء العصور الوسطى من خلال اللهجات اليمنية الحديثة - لتشكّل أحدث مرحلة في التطور اللغوي المستمر الذي يمكن تتبعه على مدى ثلاثة آلاف عام تقريباً" بقي منها الكثير من الألفاظ والظواهر اللغوية في لهجات اللغة العربية العامية في اليمن، ومن ذلك مئات الألفاظ التي ترد بنفس المعنى، جمع ولتر مولر بعضها على النحو التالي:
في السبئية "م أ خ ذ" (حاجز لضبط السيل)   ←  في اللهجة "مَأخَذ" (سـدّ)
في السبئية "م ح و ل" (خزان مياه)   ←  في اللهجة "مَحوَل" (خزان مياه بقرب بئر)
في السبئية "م ث ب ر" (خرابُ سد، تصدّعُ سد)   ← في اللهجة "مِثبِر" (خرابُ سد)
في السبئية "م ض ر ف" (جدار ساند، حاوي مياه)   ← في اللهجة "مَضرَف" (سدٌّ في قاع الوادي)
في السبئية "م أ ت و" (منفذ ماء)   ←  في اللهجة "مأتا" (تيار ماء، نهرٌ رافِد)
في السبئية "م ز ف" (جمعها: مزفف) أي (مجرى الماء الخارج من السد)   ←  في اللهجة "مَزَفّ" (أنبوب خشبي مستعمل لنقل المياه إلى الحوض)
في السبئية "ن ض ح" (رَيّ)   ←  في اللهجة "نَضَّحَة" (بئر، نظام ريّ)
في السبئية "ش ر ج" (مجرى ماء)   ←  في اللهجة "شَريج" (مجرى ماء، قناة)
في السبئية "ف ن و ت" (قناة فرعية)   ←  في اللهجة "فَـنِـيَـة" (قناة)
في السبئية "ح ر ت" (ساقية، مشارة، دبرة)  (القناة الرئيسة، انحراف السد) ←  في اللهجة "حَـرَّة" (سد حجري لحماية الحقول من السيل، جدار حول الحقل) (خندق، بناءُ حاجزِ تآكلٍ أو تصريف)
في السبئية "ق ل ح" (ساقية ماء مرفوعة)   ←  في اللهجة "قَـلْح" (قناة مياه يصل الماء خلالها إلى حقول مرتفعة)
في السبئية "مح م ي" (أرض تسقى من مسناة)   ←  في اللهجة "مَحْما" (مساحة تسقى بقناة سد)
في السبئية "م ث ع د" (أرض مروية)   ←  في اللهجة "مَثْعَد" (موضع انشطار مياه الري بين المِلكيات)
في السبئية "م ط ر" (أرض يسقيها المطر)  ← في اللهجة "مَطيرَة" (قطعة أرض مروية)
في السبئية "ق ر ف" (جمعها: قورف) بمعنى (حقل محروث)   ←  في اللهجة "قَرَّفَة" (تقليب التربة بالمحراث)
في السبئية "أك ل أ" (مرعى، أرضٌ بَراح)   ←  في اللهجة "كِلاء" (أرض غير مزروعة)
في السبئية "ن ش أ" (أخذُ ماءٍ من ساقية)   ←  في اللهجة "ناشئ" (نقطة توزيع مياه محاطة بحاجِز)
في السبئية "ب ق ر" (حفر أو سوّى حقلاً)   ←  في اللهجة "بَـقَـر" (حفر التربة)
في السبئية "و د ن" (أعدَّ حقولاً للري غمراً بالماء)   ←  في اللهجة "وَدين" (خندق صغير للري)
في السبئية "ع ف ر" (طرح الحبّ قبل المطر)،  "عفر" (أولُ ري الشتلات)  ← في اللهجة "عَفَر" (بذر الأرض قبل المطر)،  "تَعْفير" (أول سقية تسقيها الزرع)
في السبئية "ف ق ل" (حصد زرعاً)  (جمعها: أفقل) بمعنى (غِلال، حبوب)  ←  في اللهجة "فَـقَـل" (تذرية الحبوب، تهوية الذرة)، "فِـقْـلَـة" (ذرة مدروسة، ذرة على البيدر)،  "فَقَل" (جمعها: أفْقال) أي (منتجات الحصاد)
في السبئية "ش ر ك" (عقد اتفاق مشاركة في محصول، مشارَكَة في محصول)  (مشارَكَة، مساهَمَة)   ←  في اللهجة "شِرك" (مشارَكَة المحاصيل، اتفاق يُقَسَّم بموجبه المحصول إلى حصص متساوية بين المالِك والمستأجر)
في السبئية "د ث أ" (فصل الربيع، ثمار الربيع وغِلالهُ)   ←  في اللهجة "دِثاء" (غلّة أو غلات تُحصد في أوائل الصيف)
في السبئية "ص ر ب" (حصاد، موسم حصاد)   ← في اللهجة "صِراب/ صُراب" (حصاد محصول الحبوب، حصاد فصل الخريف)،  والشهر الحميري السبئي المتأخر (المسمى حِميري) هو "ذصربن" يقابل أكتوبر
في السبئية "ق و ل" أو "قيل" (جمعها: أقول) بمعنى (أحد أفراد بيت رئاسة في شعب)،  (قادة ومتحدثون باسم قبيلة)،  نجد في المصادر الأدبية اليمنية لفظ "قَيْل" (جمعه: أقيال، أقوال) للإشارة إلى نبلاء جنوب الجزيرة، فمثلاً قصيدة نشوان الحميري "القصيدة الحميرية" تحمل عنوان "ملوك حمير وأقيال اليمن".
اللفظ السبئي "ط ب ن ت" (مالِك، صاحِب الأرض)  لها نظير في اللهجة اليمنية "طَبين" (كفيل) وُثقت في حضرموت.
في السبئية المتأخرة "ق ب ض" (قوّات، حَرَس)  غالباً ترادف صيغة الجمع اليمنية "أقباض" (قوّات، كتيبة) الواردة في ثلاثة كتب للهمداني.
في السبئية "ش ف" و"ش و ف" (رعى، حمة، وقى)،  في اللهجة اليمنية تحمل الصيغة الاسمية "تَشويف" معنى حماية المرأة، في حين "شَوْفَة" تحمل معنًى محدداً بالمرأة أو الزوجة (أي: الشخص المحمي أو الواقع تحت الحماية).
في السبئية "ر ش و" (لقب صاحب منصب ديني)  كاهن، والتي لم يُقـترح بشأنها تأصيلٌ مُرضٍ حتى الآن، قد تكون مرتبطة بالفعل العربي اليمني "تَراشى" (فعل ثلاثي مزيد) أي (تَصالَح، تَراضَى) (طَلَبُ شيءٍ، تَـوَسُّـلُ شيء).
في السبئية "م سـ³ ـن د" أي (نَقْش، لوحُ نَذرٍ عليه نقش)،  في حين في اللهجة اليمنية كلمة "مُسنَد" (جمعها: مَسانِد) هي مصطلح يشير للنقوش الحميرية والخط الحميري.
في نقش المعسال 2 ورد ذكر ارتداء الأحباش لخواتم وأساور من الذهب والفضة،  الذهب "طيب" والفضة "صرف" معروفان جيداً في النصوص السبئية، في كتابه (كِتاب الجوهرتين العتيقتين) ذكر الهمداني في فصل أسماء الذهب والفضة الكلمة الحميرية "طيب" بمعنى ذهب،  وشرح نشوان مصطلح "صَريف" القديم بمعنى "فِضَّة".
وفي نفس النقش (المعسال 2) أيضاً وصف الأحباش أن لديهم رِماحاً ودروعاً وأقواساً "أ ق س د"  كأسلحة، في الجزء الثاني من كتاب الإكليل ورد لفظ "قسد" كلفظ حميري بمعنى "قوس" (كسلاح).
والاسم "م ف ح م" يرد في السبئية والمعينية والحضرمية بمعنى (مَبْخَرَة بخور) من الجذر "ف-ح-م" (في الفصحى: فَحْم)، تاماً مثل تأصيل اللفظ السبئي "مسودت" (مبخرة بخور، صفيحة نار)  مبنية على الترادف مع لفظ "سَوْد" في اللهجة اليمنية بمعنى "فَحْم".

## صور

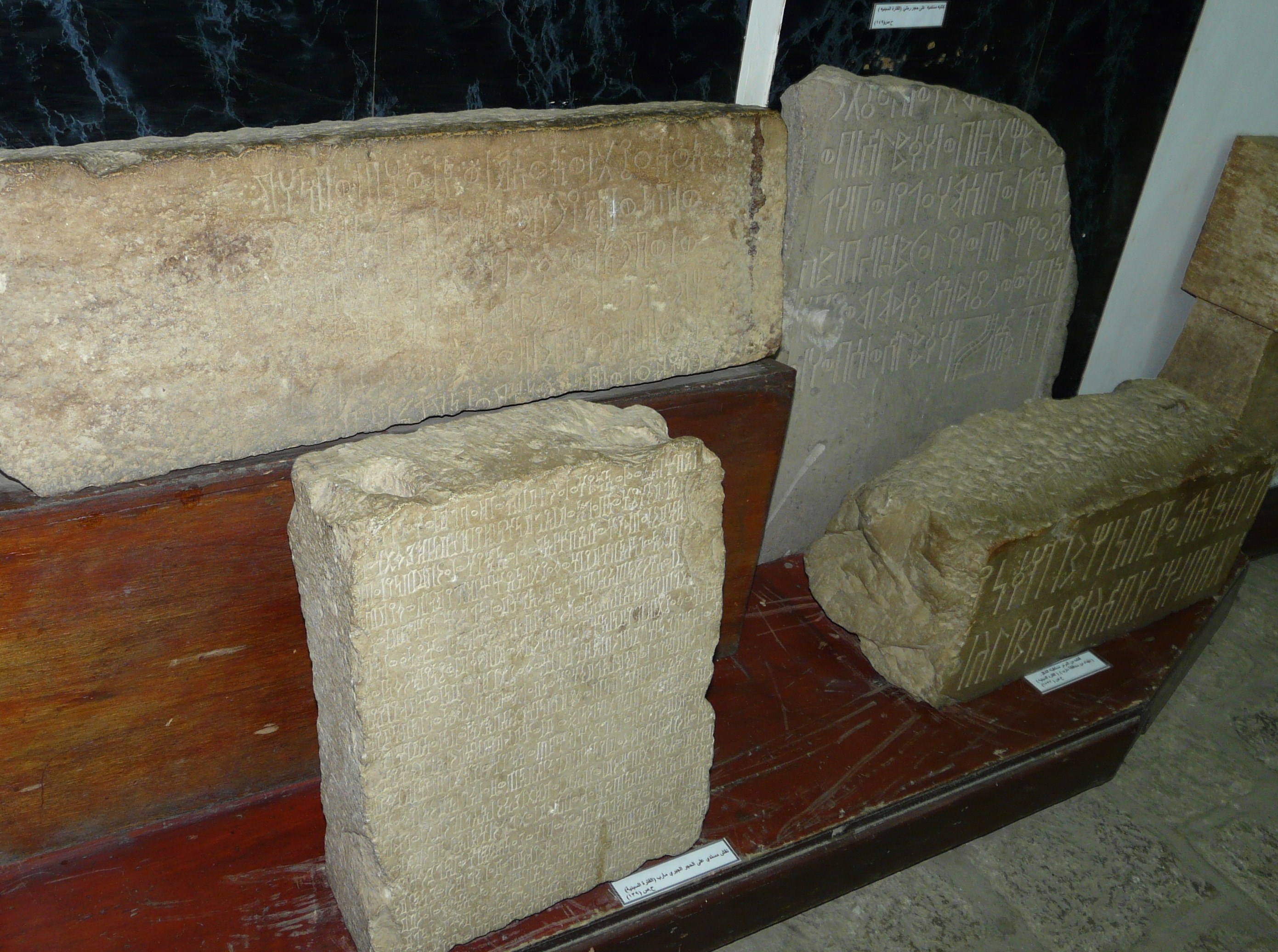
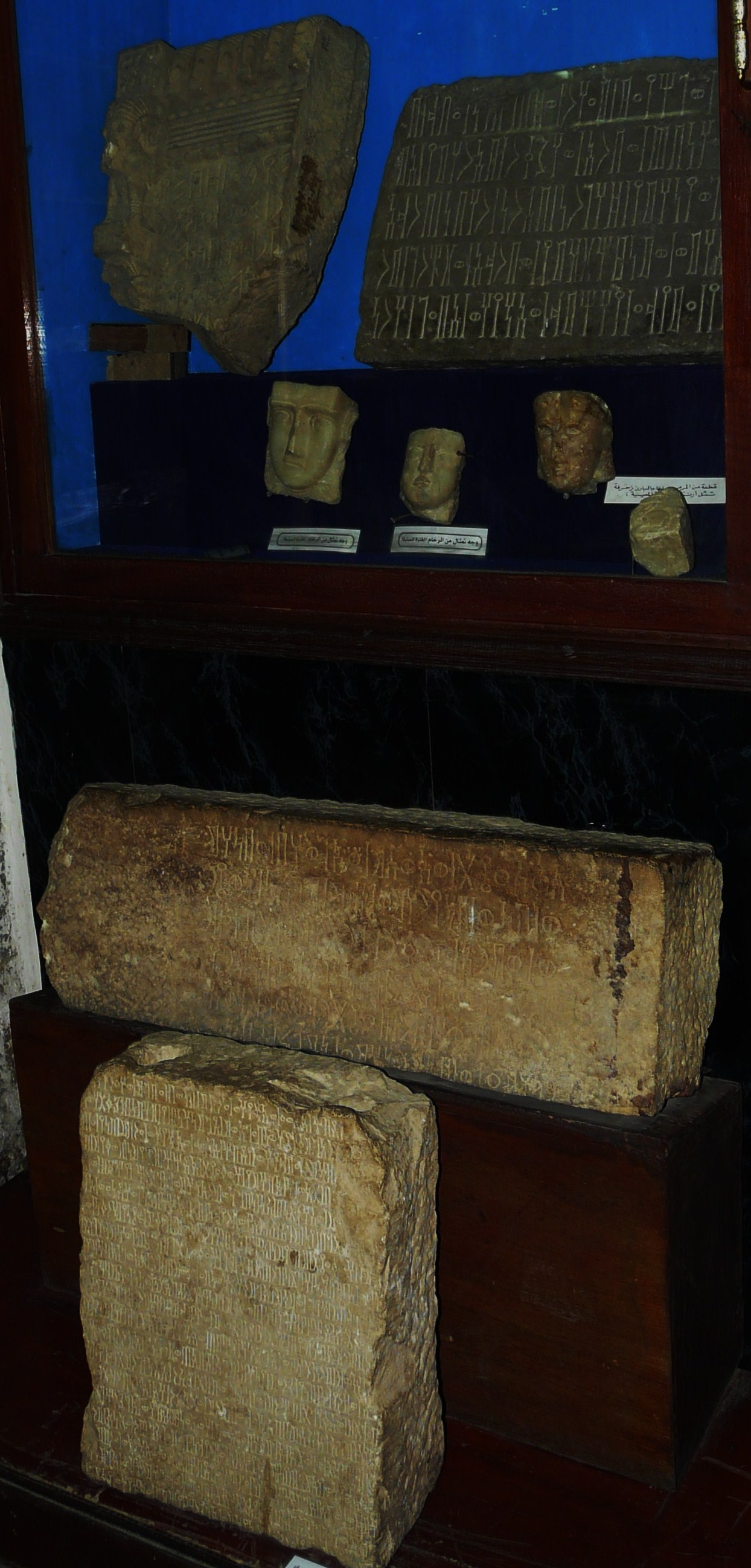
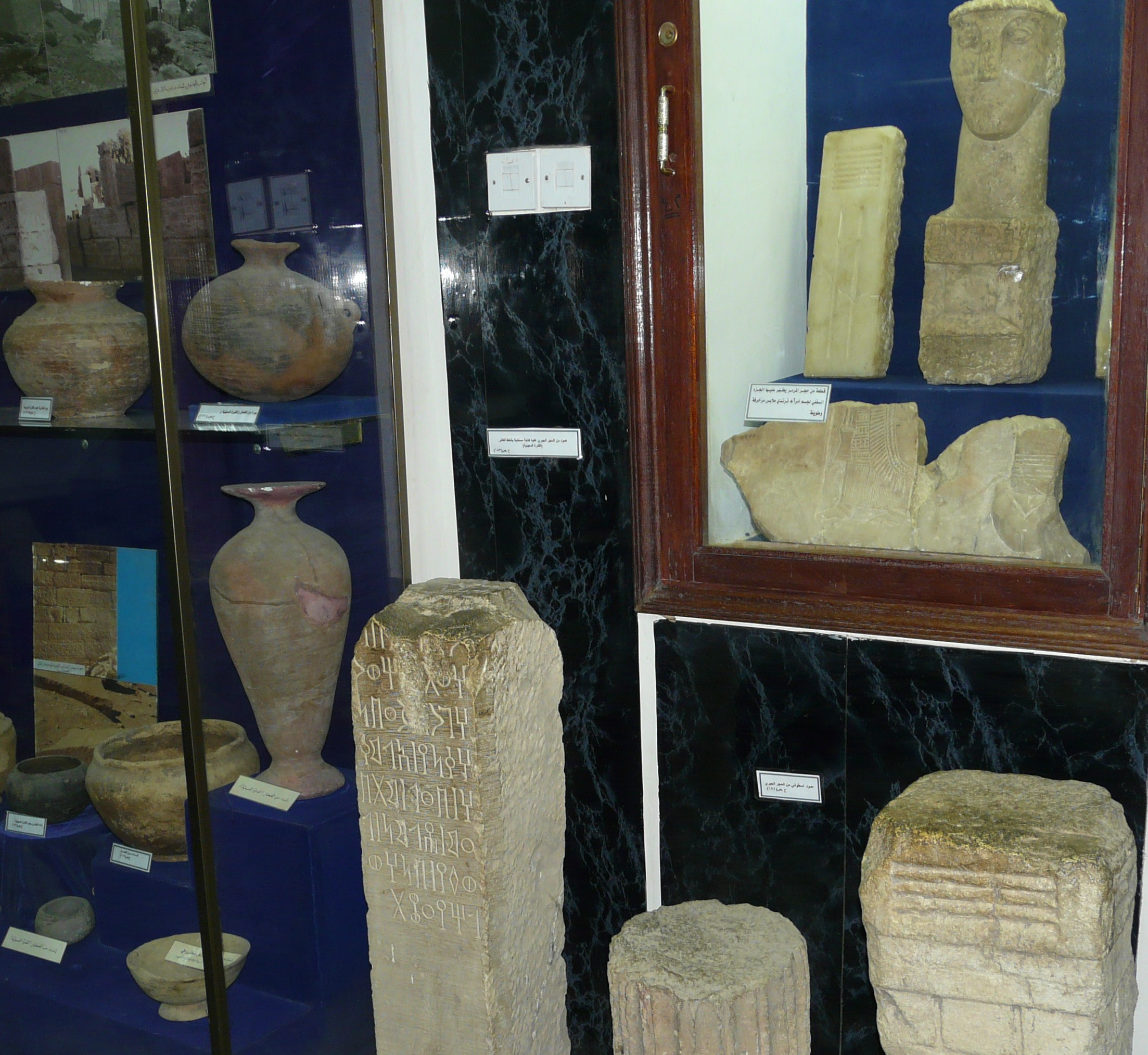

- نقوش سبئية من المتحف الوطني بصنعاء:

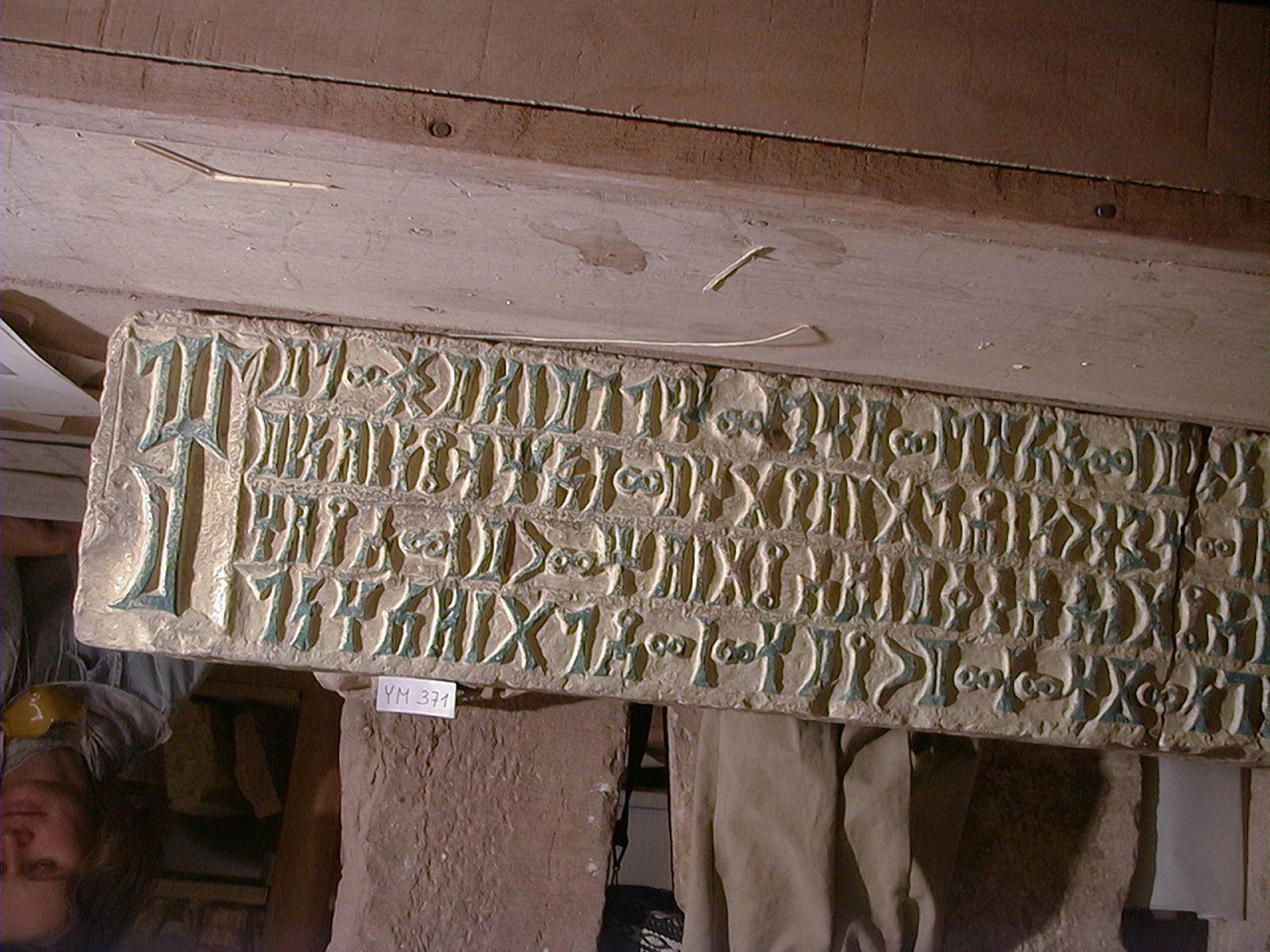
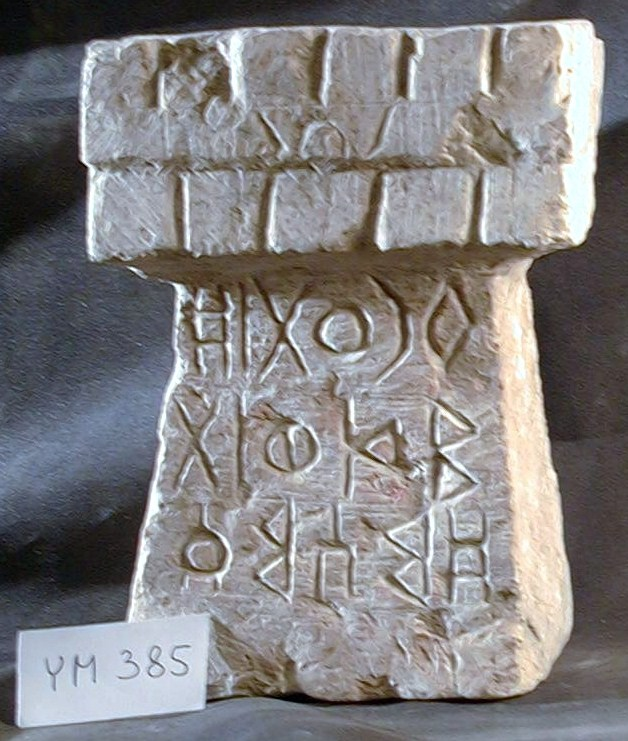
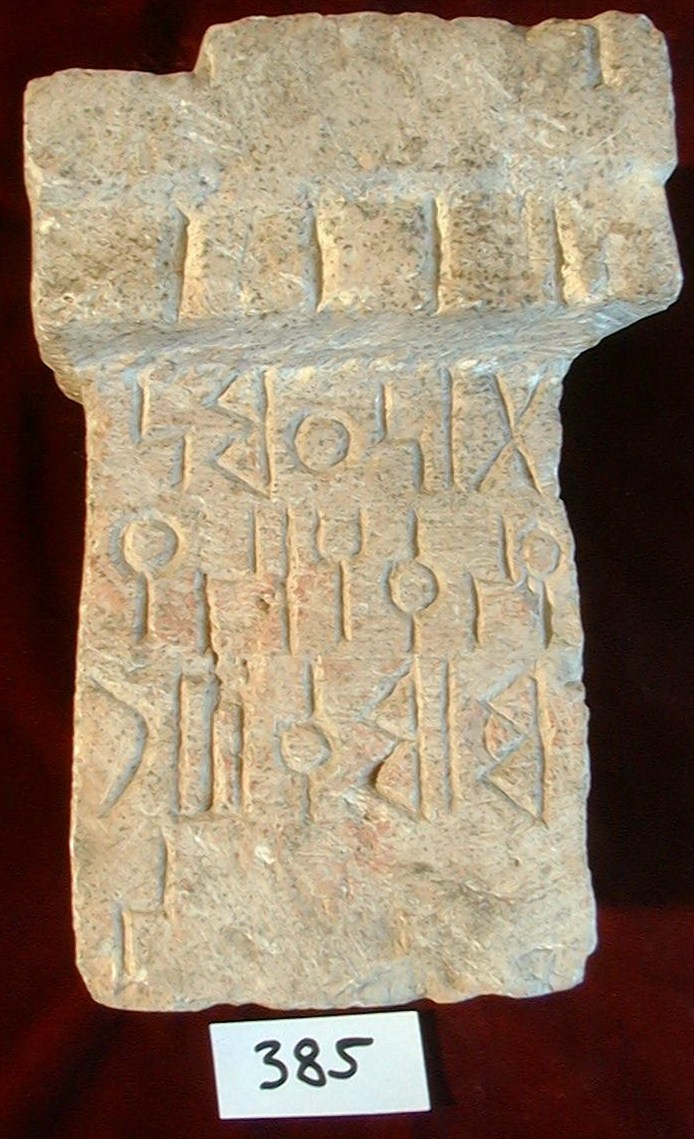
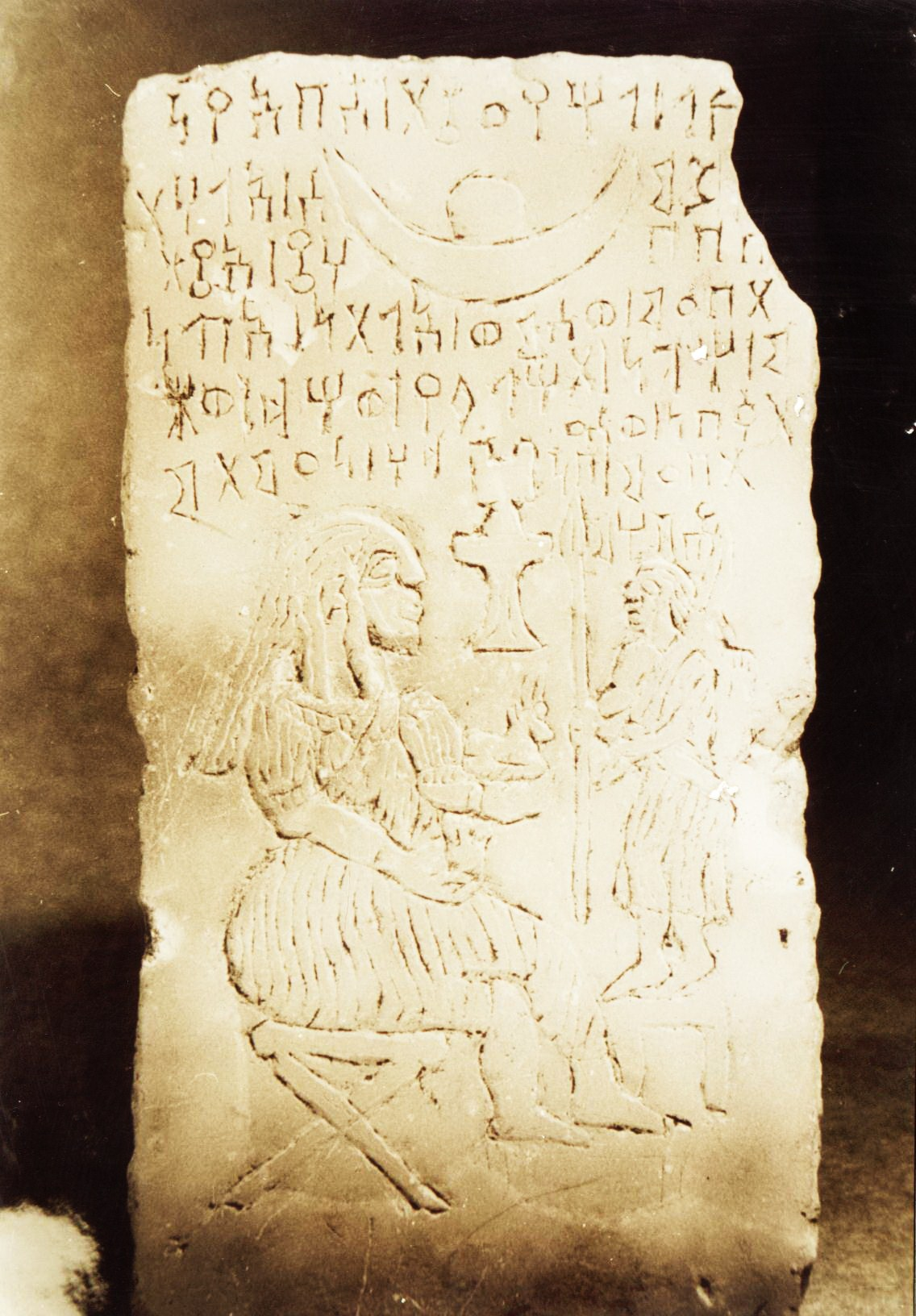
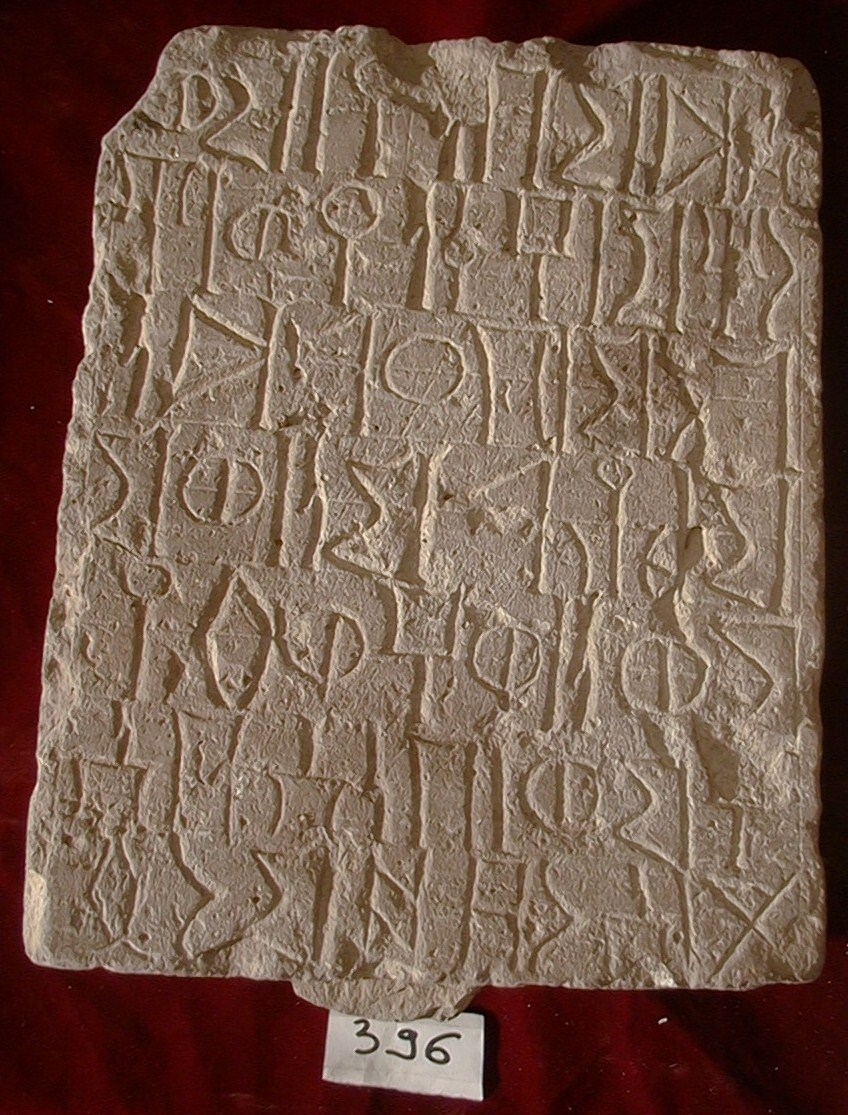
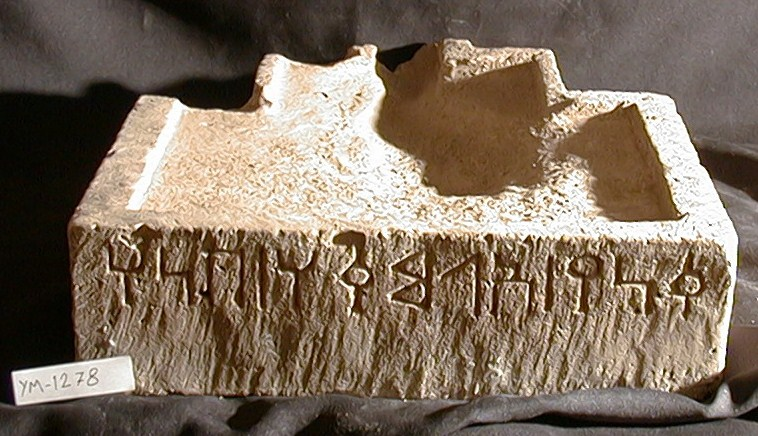
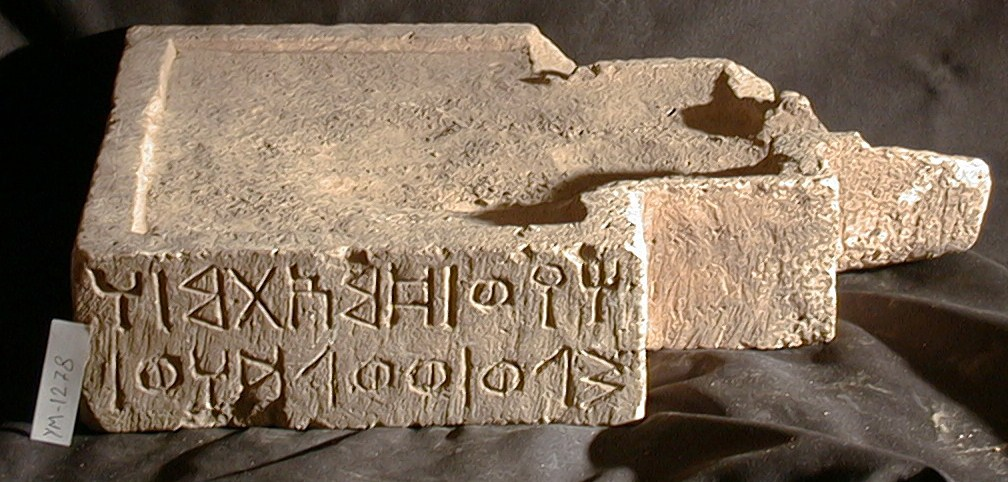
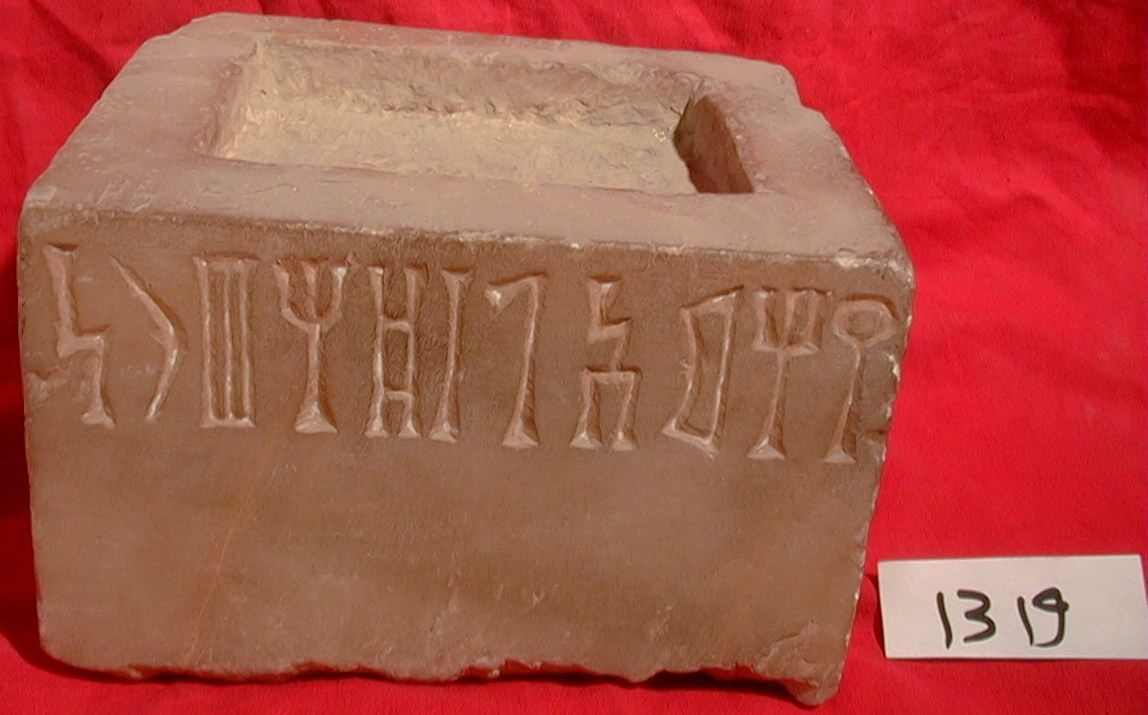
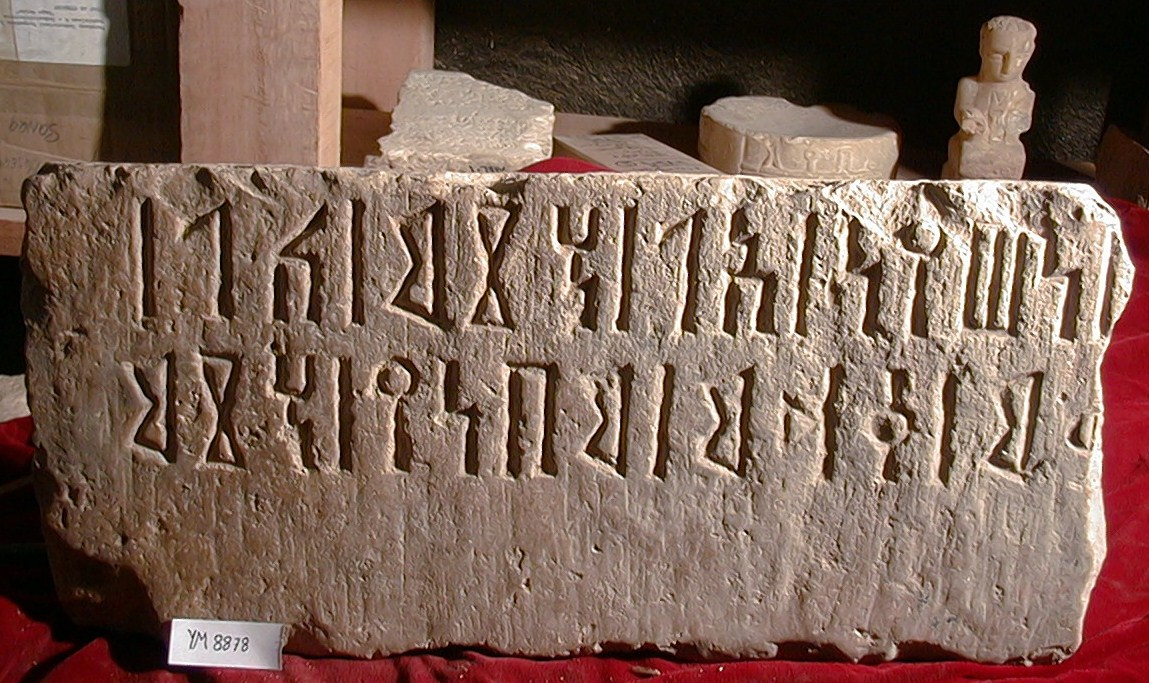
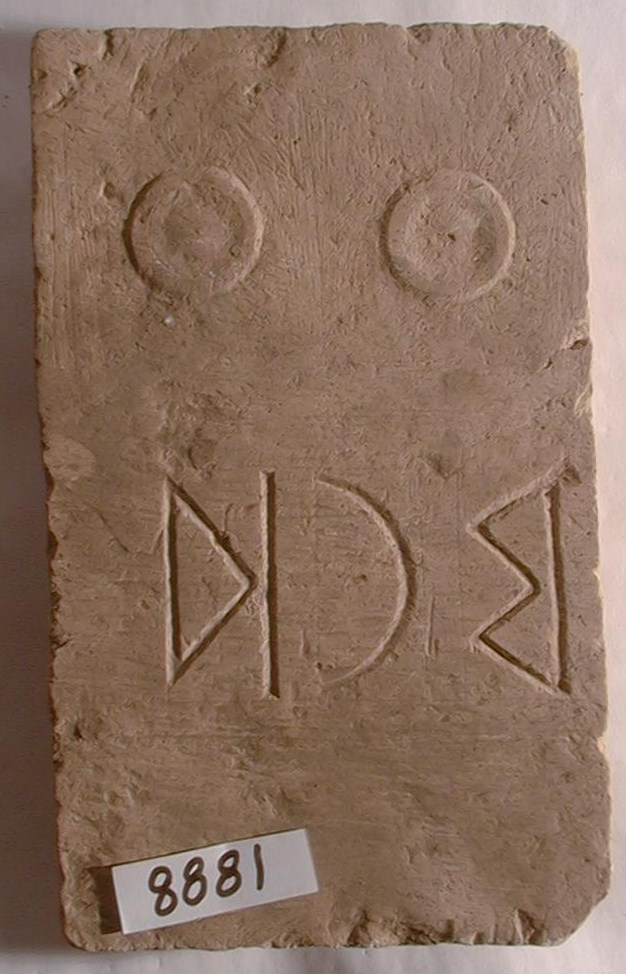
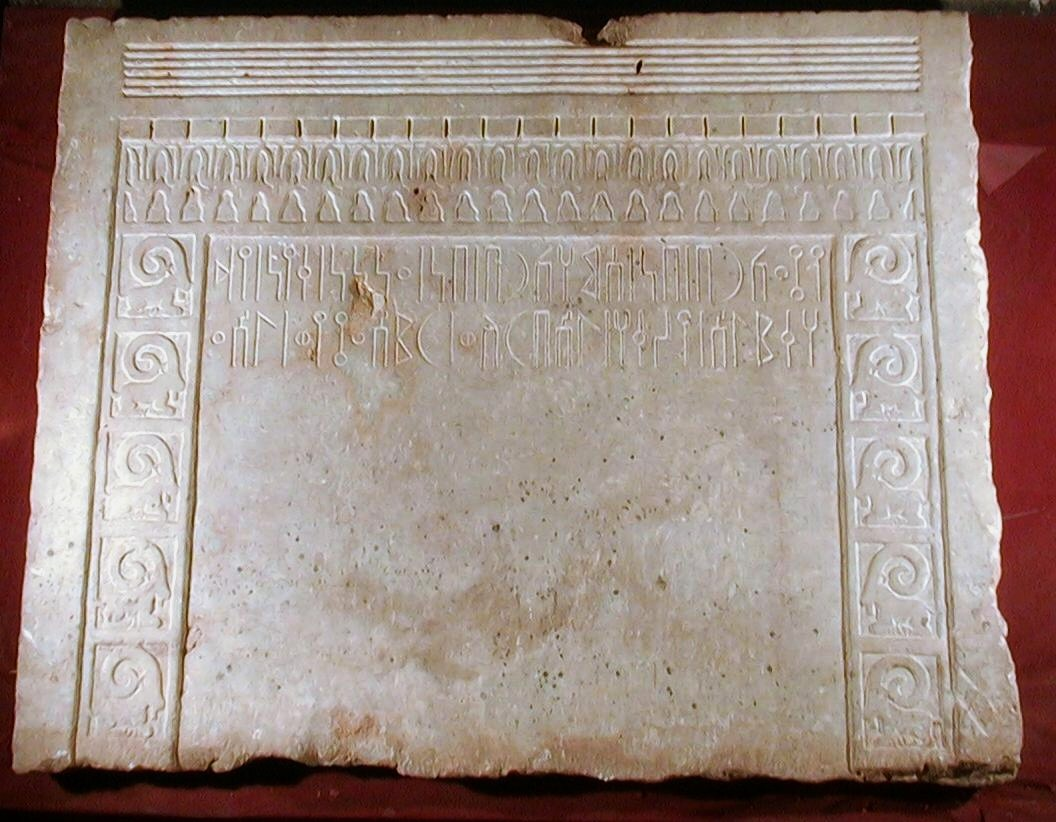
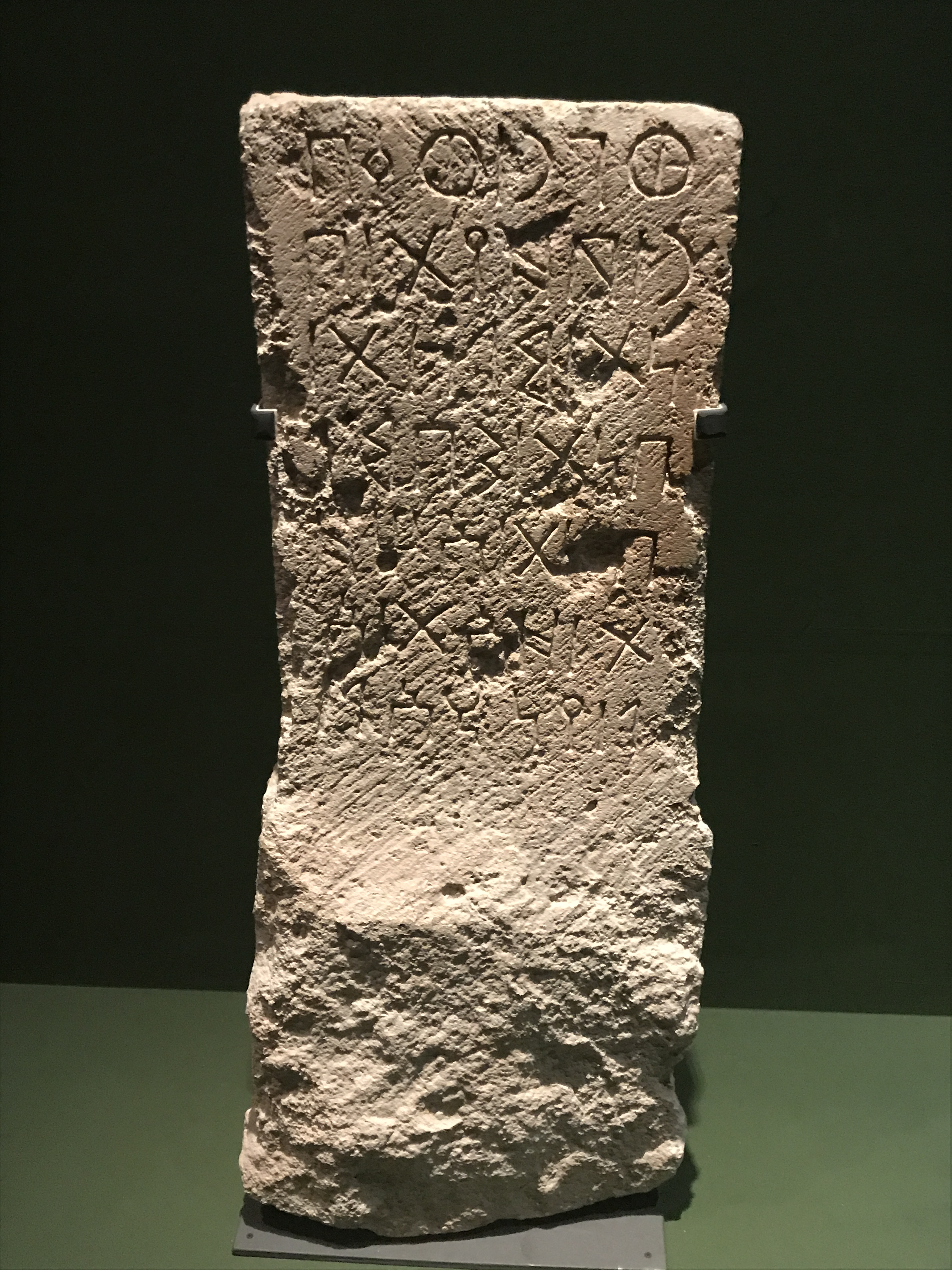

- نقوش من المتحف الحربي بصنعاء:

## في الثقافة الحديثة

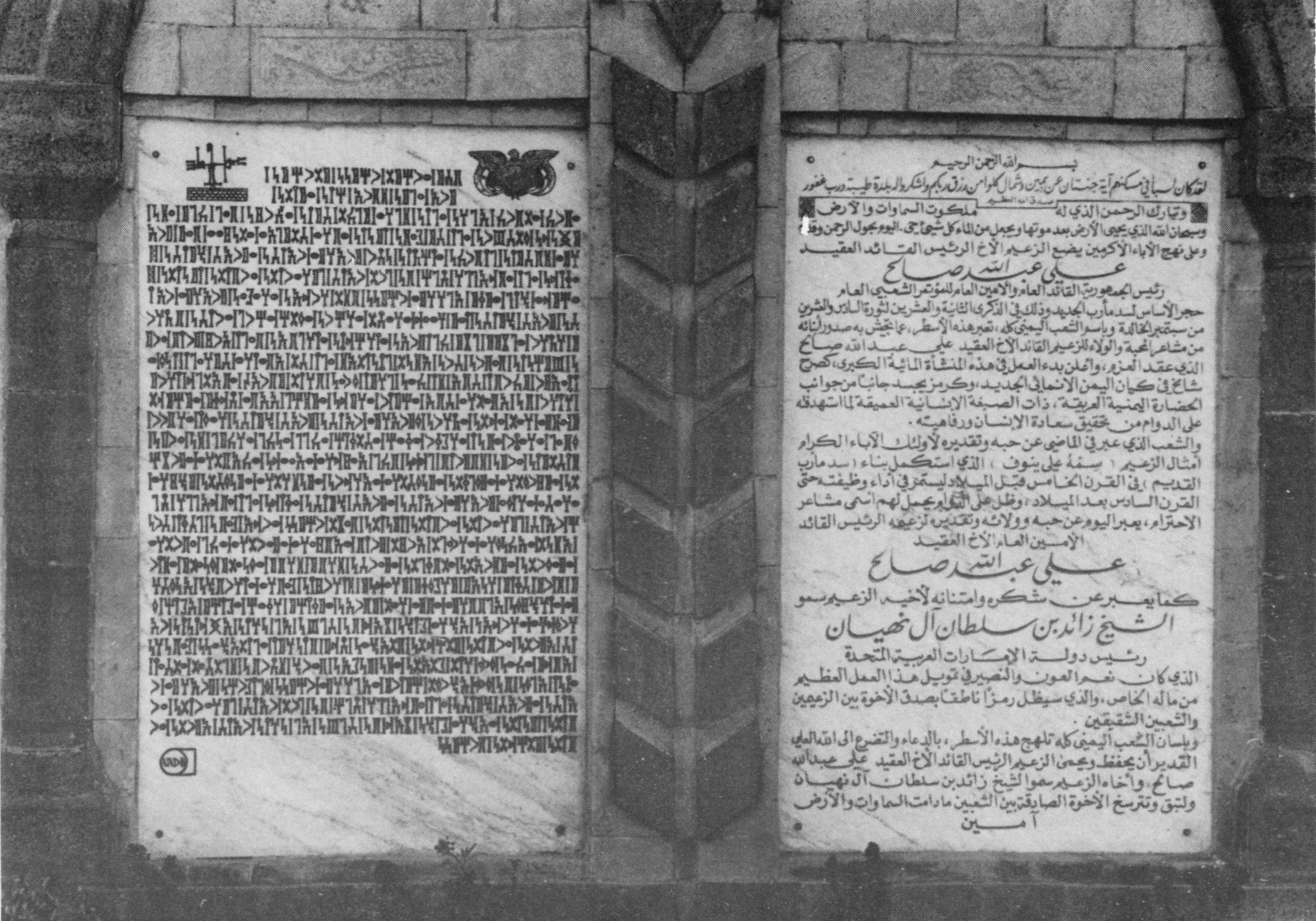
نقش تذكاري بخط المسند وباللغة السبئية، أعده عالم النقوش مطهر الإرياني بمناسبة تجديد سد مأرب في عام 1988.

حرص عالم النقوش اليمنية مطهر الإرياني على تدوين نصب تذكاري بخط المسند وباللغة السبئي يخلد تجديد سد مأرب عام 1986 والذي تم على نفقة الشيخ زايد وبالتزامن مع الاحتفال بثورة اليمن ضد الإمامة، ونُشر النقش في مقالة علمية كتبها الفرنسي كرستيان روبان بوصفه آخر نقش مسند رسمي.

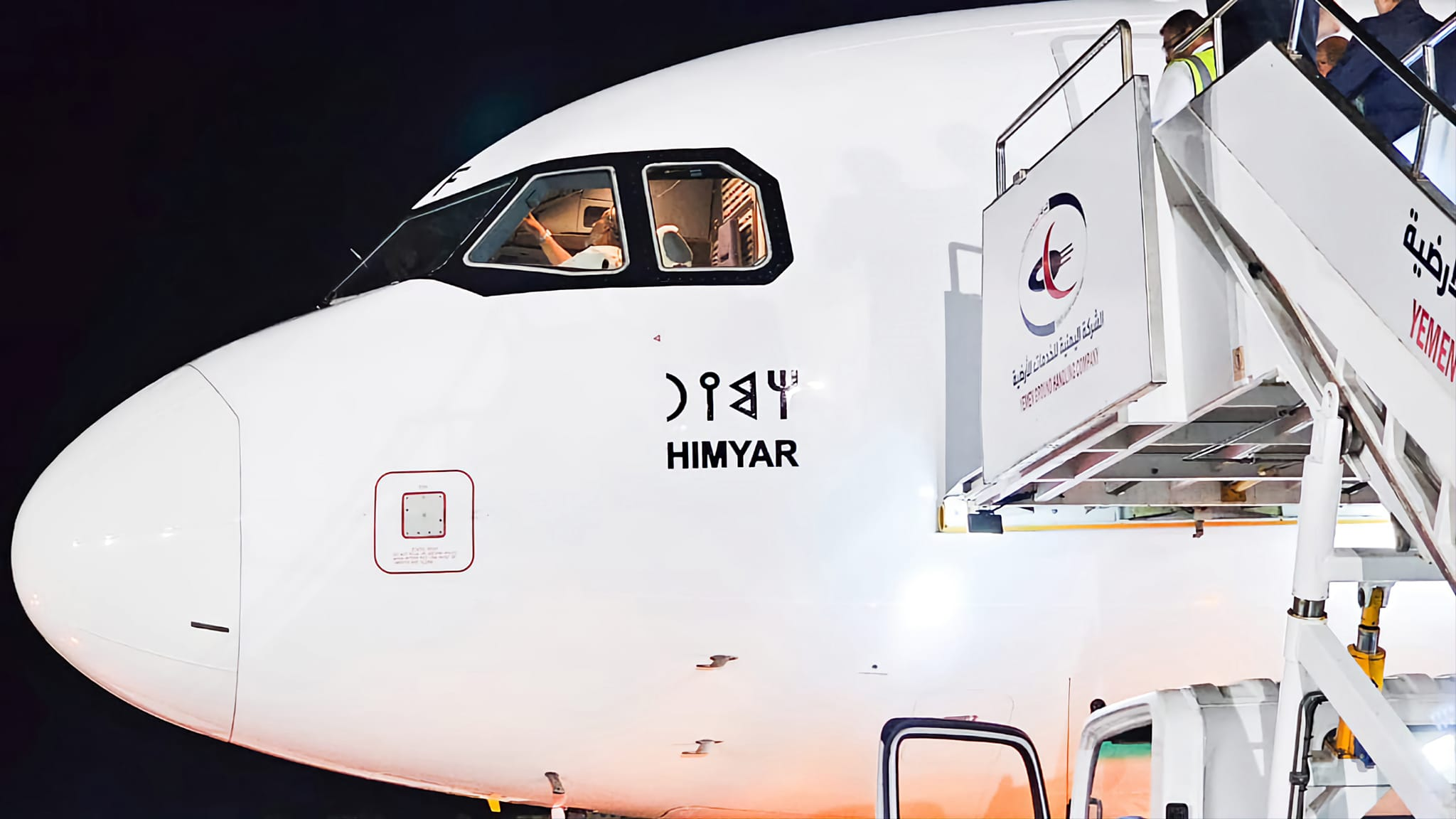
طائرة إيرباص A320 "مملكة حِمير" - الخطوط اليمنية

ثم أعيد إحياء استعمال الخط المسند في اليمن منذ حوالي عام 2020 بعد استيلاء الحوثيين على السلطة في اليمن، وأصبحت حروفه ثيمة فنية وزخرفية متكررة في الفنون البصرية والإعلام والمطبوعات؛ وجرى استحداث يوم وطني يحتفل فيه اليمنيون في 21 فبراير من كل عام باليوم القومي لخط المسند، خط اللغة العربية الجنوبية القديمة، بالتزامن مع اليوم العالمي للغة الأم. في أكتوبر 2023 أطلقت الخطوط الجوية اليمنية تسميات حمير وسبأ وعلى طيارتين جديدة من طراز إيرباص إيه 320 ونقشتهما بالخط المسند.
وفي 2024 أعلنت الحكومة اليمنية اعتماد هذا التاريخ يوماً وطنياً لخط المسند، حيث يشارك اليمنيون بالكتابة والمراسلة بالكتابة المسندية ونشر النقوش التاريخية، وإقامة فعاليات ثقافية وفنية في عدة محافظات يمنية وخارج اليمن. وتهدف جهود العديد من الناشطين الثقافيين إلى تحويل الكتابة المسندية إلى ثقافة عامة.
في شهر فبراير 2015 اطلقت شركة سيجا لعبة فيديو استراتيجية باسم الحرب الشاملة: أتيلا، صدرت منها في سبتمبر من نفس العام حزمة "فصائل" قتالية بعنوان "إمبراطوريات الرمال"، تضم: التنوخيين، حِميَر، وأكسوم، ويستعمل فيها خط المسند.

## وصلات خارجية
- خط الجزم ابن الخط المسند بقلم محمد علي مادون
- أندريه كاراطائف تاريخ اليمن الاجتماعي. موسكو، 2006. ISBN 5-484-00529-9
- مسند، لوحة مفاتيح لحروف المسند.

### هوامش
1. ↑  الطريقة الكلاسيكية لدى السبئيين في الكتابة - المسماه المحراث، تقل تدريجياً خلال القرن الثالث والثاني قبل الميلاد، وتختفي تماماً مع نهاية القرن الثاني قبل الميلاد، وآخر نص وصل إلينا هو النقش الموسوم بـ(Gl 1675)، والمؤرخ في الثلث الأخير من هذا القرن تقريباً. والجدير بالذكر هنا، أن كينيث كيتشن قدر هذا النص في الفترة فيما بين (140 ق م - 115 ق) زمن يثع أمر بين وابنه سمه علي ذريح – طالع (Documentation for Ancient Arabia: 2/767). أما فون ويسمان فيرجع هذا النقش إلى بداية القرن الثاني قبل الميلاد (Das Grossreich der Sabäer). بينما أكد العالم "بيتر شتاين" أن الملك "سمه علي ذريح الثاني" ونقوش عهده (Ja 551 وGl 1675) يعودان إلى نهاية القرن الثاني قبل الميلاد. ومؤخراً من خلال عدد من النقوش الجديدة المكتشفة، أصبح من المؤكد أن هذا النقش كتب خلال النصف الثاني من القرن الثاني قبل الميلاد - مع تفضل الثلث الأخير من هذا القرن وفقاً لعدة معايير. "نسخة مؤرشفة". مؤرشف من الأصل في 2024-07-13. اطلع عليه بتاريخ 2024-03-17.{{استشهاد ويب}}:  صيانة الاستشهاد: BOT: original URL status unknown (link)